# Eli Ben-Dahan
Eliyahu Michael (Eli) Ben-Dahan (Hebreeuws: אלי בן דהן) (Casablanca, 11 februari 1954) is een Israëlische rabbijn en politicus. Sinds begin 2013 is hij namens Het Joodse Huis (HaBajiet HaJehoedie) lid van de Knesset. Sinds maart 2013 is hij bovendien staatssecretaris, tot mei 2015 voor religieuze zaken in het kabinet-Netanyahu III en sindsdien voor defensie in het kabinet-Netanyahu IV.
Eli Ben-Dahan woont in Har Homa, een Israëlische nederzetting op de Westelijke Jordaanoever, die op door Israël geannexeerd grondgebied is gesticht en bij Oost-Jeruzalem is gevoegd. Hij is getrouwd en heeft negen kinderen.

## Achtergrond
Ben-Dahan is afkomstig uit Marokko uit welk land hij op tweejarige leeftijd met zijn familie emigreerde naar Beër Sjeva. Hij studeerde aan twee religieus-zionistische jesjiva's, bracht het tot majoor bij de artillerie-eenheid in het Israëlische leger, behaalde een onderwijscertificaat, en sleepte bovendien een BA in bedrijfskunde aan het orthodox-joodse Touro College in New York binnen alsook een MA in overheidsbeleid aan de Hebreeuwse Universiteit van Jeruzalem. Door de opperrabbijnen Chalom Messas, Avraham Shapira en Mordechai Eliyahu werd hij als rabbijn geïnstalleerd.
In 1978 was hij een van de medeoprichters van de Israëlische nederzetting Haspin op de Golanhoogten, die hij in 1983 verruilde voor die van Beit El op de Westelijke Jordaanoever na de leiding over het kantoor van (de hier eerder genoemde) opperrabbijn Eliyahu te hebben verkregen. 
Van 1989 tot 2010 was hij algemeen directeur van de rabbinale gerechtshoven. In die hoedanigheid ijverde hij voor strafmaatregelen tegen echtgenoten die hun vrouwelijke wederhelften geen scheidingsakte wensten te geven, zorgde voor stroomlijning van de echtscheidingsprocedure en zette zich in voor de toelating van vrouwelijke advocaten in de rabbinale gerechtshoven.

## Politieke carrière
Dankzij de fusie van Het Joodse Huis met Tkuma kwam hij op de vierde plaats op de kandidatenlijst voor de Knessetverkiezingen van 2013 terecht en kon daardoor in februari 2013 zijn zetel innemen in de in die maand geïnstalleerde 19e Knesset. In maart 2013, toen het centrumrechtse kabinet-Netanyahu III van start ging, werd hij daarbovenop staatssecretaris voor Religieuze Zaken onder minister en partijgenoot Naftali Bennett. Daarin was hij ook verantwoordelijk voor de 'Civil Administration' van het IDF voor regeringszaken op de Westelijke Jordaanoever en de Palestijnen.
De verkiezingen van 2015 maakten het hem mogelijk zijn zetel voort te zetten in de 20e Knesset. In het rechts-nationalistische kabinet-Netanyahu IV werd hem het staatssecretariaat voor Defensie toebedeeld en volgde hij daarin op 14 mei 2015 Danny Danon op. 
In die functie verzocht hij in augustus 2015 om het leger de bevoegdheid te geven meteen na een aanval de huizen van terroristen te verwoesten en het dragen van wapens door burgers te legaliseren.

### Politieke standpunten
In 2012 verklaarde hij dat het tijd was om de Oslo-akkoorden te herroepen en Judea en Samaria (de Westelijke Jordaanoever) te annexeren.
Na de verkiezingen in 2013 zei hij, in een radio-interview over het hervatten van vredesonderhandelingen, over Palestijnen: "To me, they are like animals, they aren't human." ('Voor mij, zijn zij zoals dieren, zij zijn niet menselijk.')
In september 2013, kort voor de vredesonderhandelingen van de minister-president met de Amerikaanse minister van Buitenlandse Zaken John Kerry, ondertekende hij samen met vier ministers van de partijen Het Joodse Huis en Likoed namens 17 leden van de Knesset een brief. Daarin was de volgende tekst opgenomen: Israël wil niet terugkeren naar de situatie zoals  geschetst in de Oslo-akkoorden en wil geen delen van het thuisland meer overdragen aan de Palestijnse Autoriteit.
Ben-Dahan heeft uitgesproken opvattingen over zijn land, met name wat het aandeel van Palestijnen, niet-Joden en homoseksuelen daarin betreft; zo zei hij onder meer: "I have to keep the state Jewish. Things to contradict the values, culture or tradition will not receive a stamp of approval." ('Ik moet de staat Joods houden. Zaken die tegen de waarden, cultuur of traditie ingaan, zullen niet een stempel van goedkeuring krijgen.') Het debat over de religieus-joodse claim om te bidden op de Haram al-Sharif toe te laten laaide weer op, nadat Israël dat aan Jordanië, die moslim-zaken bestuurt, had gevraagd. De moslim-autoriteiten vrezen dat Israël langzaamaan de status quo wil wijzigen en waarschuwden voor dodelijk geweld zoals in het verleden heeft plaatsgevonden.
Tijdens een begrafenis op 4 oktober 2015 verklaarde hij "Aan al onze vijanden: jullie zullen nooit een Palestijnse staat hebben en geen soevereiniteit in dit land, dat van ons is."
Uit een onderzoek door de Israëlische krant Haaretz is gebleken dat Eli Ben-Dahan, samen met een sleutelfiguur via Benjamin Netanyahu, groepen financieel steunt die campagne voeren om de Israëlische soevereiniteit over de Tempelberg te verkrijgen. In 2010, toen hij hoofd was van het Rabbinaal Gerechtshof, heeft Ben-Dahan samen met zijn vrouw een grote donatie aan het Tempel Instituut gegeven, een organisatie die de Derde tempel wil bouwen.
Op 17 juli 2017 verklaarde Eli Ben-Dahan, naar aanleiding van gewelddadigheden rond de Tempelberg, dat alle islamitische heiligdommen, in het bijzonder die op de Tempelberg, maar ook die bij Sichem en de Grot van de Patriarchen in Hebron ontoegankelijk moeten worden voor moslims.
In een verklaring uitten de leiders van dertien christelijke kerkgenootschappen in Jeruzalem hun zorgen over de escalatie van het het geweld en een mogelijke verandering van de historische (status-quo) situatie in de Al-Aqsamoskee, Haram al-Sharif en zijn tuinen, en in de heilige stad Jeruzalem. Ze verklaarden het onafgebroken zorgvuldige beheer door het Hasjemistisch Koninkrijk Jordanië van de Al-Aqsamoskee en de heilige plaatsen in Jeruzalem en het Heilige Land hoog te waarderen, die voor alle moslims het recht garandeert op vrije toegang en godsdienstoefening in de Al-Aqsamoskee; dat ze zeer hechten aan de afspraken die ook zij in 1967 met Israël en Jordanië gemaakt hebben, namelijk dat Jordanië formeel het gezag houdt over deze en andere heilige plaatsen in Israël die voor moslims en christenen een speciale betekenis hebben.